# 1994 en musique
| \| • Retour à la chronologie générale de la musique populaire • \| |
| XXIe siècle • XXe siècle • XIXe siècle • XVIIIe siècle XVIIe siècle • XVIe siècle • XVe siècle • XIVe siècle XIIIe siècle • XIIe siècle • XIe siècle • Xe siècle IXe siècle • VIIIe siècle • Haut Moyen Âge • Rome • Grèce |
| • Retour à la chronologie générale de la musique populaire • |

| • Retour à la chronologie générale de la musique populaire • |

| Années de la musique populaire : 1991 - 1992 - 1993 - 1994 - 1995 - 1996 - 1997    |
| Décennies de la musique populaire : 1960 - 1970 - 1980 - 1990 - 2000 - 2010 - 2020 |

Cet article présente les faits marquants de l'année 1994 en musique.

## Faits marquants

### En France
- Environ 15 millions de singles et 115 millions d'albums sont vendus en France en 1994[1].
- Premiers succès de Gérald de Palmas (Sur la route) et IAM (Je danse le mia).
- L’album de Francis Cabrel, Samedi soir sur la terre, reste no 1 des ventes durant 29 semaines.
- Fredericks Goldman Jones se produit 11 soirs au Zénith de Paris, et Patrick Bruel 5 soirs à Bercy.

### Dans le monde
- Premiers succès de Green Day (Longview), Oasis (Supersonic), Usher (Can U get wit it) et The Offspring (Come out and play).
- L'album de la musique du film de Disney Le Roi lion, écrit en grande partie par Elton John, devient la bande originale de dessin animé la plus vendue de tous les temps.
- Première tournée internationale de Céline Dion.
- Décès de Kurt Cobain.

## Disques sortis en 1994
- Albums sortis en 1994
- Singles sortis en 1994

## Succès de l'année en France (Singles)

### Chansons classées Numéro 1
Cette liste présente, par ordre chronologique, tous les titres s'étant classés à la première place du Top 50 durant l'année 1994.
- Freddie Mercury : Living on My Own
- Bryan Adams : Please Forgive Me
- Ace of Base : Happy Nation
- Alain Souchon : Foule sentimentale
- IAM : Je danse le mia
- Bruce Springsteen : Streets of Philadelphia
- East 17 : It's Alright
- Jimmy Cliff : I Can See Clearly Now
- Reel 2 Real : I Like to Move It
- Youssou N'Dour et Neneh Cherry : 7 Seconds
- Elton John : Can You Feel the Love Tonight

### Chansons francophones
Cette liste présente, par ordre alphabétique, tous les titres francophones s'étant classés parmi les 15 premières places du Top 50 durant l'année 1994.
- Alain Souchon : Foule sentimentale
- Axelle Red : Sensualité.
- Billy Ze Kick et les Gamins en folie : Mangez-moi ! Mangez-moi !
- Billy Ze Kick et les Gamins en folie : O.C.B
- Céline Dion : Un garçon pas comme les autres (Ziggy)
- Étienne Daho : Mon manège à moi
- Florent Pagny : Si tu veux m’essayer
- Francis Cabrel : La Corrida
- Hélène : Je m'appelle Hélène
- IAM : Je danse le mia
- Karine Costa & Daniel Lévi : Ce rêve bleu
- Les Droper's : Ce soit on vous met le feu
- MC Solaar : Nouveau Western
- Patrick Bruel : Combien de murs ?
- Regg'Lyss : Mets de l'huile
- Tonton David : Sûr et certain
- Véronique Sanson : Seras-tu là ?
- Youssou N'Dour & Neneh Cherry : 7 Seconds

### Chansons non francophones
Cette liste présente, par ordre alphabétique, tous les titres non francophones s'étant classés parmi les 10 premières places du Top 50 durant l'année 1994.
- 2 Unlimited : Let the Beat Control Your Body
- 2 Unlimited : The real thing
- Ace of Base : Happy Nation
- Ace of Base : The Sign
- Aerosmith : Cryin'
- All-4-One : I Swear
- Big Mountain : Baby, I Love Your Way
- Boyz II Men : I'll Make Love to You
- Bruce Springsteen : Streets of Philadelphia
- Bryan Adams : Please Forgive Me
- Bryan Adams, Rod Stewart & Sting : All for Love
- Céline Dion : The Power of Love
- Charles & Eddie : Shine
- Corona : The Rhythm of the Night
- Counting Crows : Mr Jones
- Crash Test Dummies : Mmm Mmm Mmm Mmm
- Culture Beat : Anything
- Cyndi Lauper : Girls Just Want to Have Fun
- Depeche Mode : In Your Room
- East 17 : It's Alright
- Elton John : Can You Feel the Love Tonight
- Freddie Mercury : Living on My Own
- Ice MC : It’s a Rainy Day
- Jimmy Cliff : I Can See Clearly Now
- Laura Pausini : La solitudine
- M People : Moving on up
- Madonna : Secret
- Mariah Carey : Hero
- Mariah Carey : Without You
- Masterboy : Feel the Heat of the Night
- Meat Loaf : I'd Do Anything for Love (But I Won't Do That)
- Mo-Do : Eins, zwei, polizei
- Pet Shop Boys : Go West
- Pink Floyd : High Hopes
- Prince : The Most Beautiful Girl in the World
- Quench : Dreams
- Ram Jam : Black Betty
- Reel 2 Real : I Like to Move It
- R.E.M. : Everybody Hurts
- Sheryl Crow : All I Wanna Do
- Soundgarden : Black Hole Sun
- Stiltskin : Inside
- The Breeders : Cannonball
- Warren G & Nate Dogg : Regulate
- Wet Wet Wet : Love Is All Around
- Whigfield : Saturday Night

## Succès de l'année en France (Albums)
Cette liste présente, par ordre alphabétique, les albums sortis en 1994 ayant obtenu une certification Platine ou Diamant en France.

### Disques de diamant (Plus d'un million de ventes)
- Francis Cabrel : Samedi soir sur la Terre
- The Cranberries : No Need to Argue

### Triples disques de platine (Plus de 900.000 ventes)
- Michel Berger : Celui qui chante
- Richard Cocciante : Compilation

### Doubles disques de platine (Plus de 600.000 ventes)
- MC Solaar : Prose combat
- Michel Sardou : Selon que vous serez, etc., etc.
- Nirvana : MTV Unplugged in New York
- Patrick Bruel : Bruel
- Pink Floyd : The Division Bell

### Disques de platine (Plus de300 000ventes)
- Ben Harper : Welcome to the Cruel World
- Billy Ze Kick et les Gamins en folie : Billy Ze Kick et les Gamins en folie
- Bon Jovi : Cross Road
- Boyz II Men : II
- Céline Dion : À l'Olympia
- Charles Aznavour : 40 chansons d'or
- Cyndi Lauper : Twelve Deadly Cyns...and Then Some
- Enzo Enzo  : Deux
- Frankie Goes to Hollywood : Bang ! The Greatest Hits
- Jamiroquai : The Return of the Space Cowboy
- Jean Ferrat : Ferrat 95
- Julien Clerc : Ce n'est rien (1968/1990)
- Les Trois Ténors : Concert 1994
- Pascal Obispo : Un jour comme aujourd'hui
- Patricia Kaas : Tour de charme
- Renaud : À la Belle de Mai
- Sade : The Best of Sade
- Sting : Fields of Gold: The Best of Sting 1984-1994
- Téléphone : La Totale
- The Beatles : Live at the BBC
- Tonton David : Allez leur dire

## Succès internationaux de l’année
Cette liste présente, par ordre alphabétique, les trente titres et albums ayant eu le plus de succès dans les charts internationaux en 1994,.

### Singles
- Ace of Base : The Sign
- Ace of Base : Don't Turn Around
- All-4-One : I Swear
- Beck : Loser
- Big Mountain : Baby, I Love Your Way
- Bon Jovi : Always
- Boyz II Men : I'll Make Love to You
- Boyz II Men : On Bended Knee
- Bruce Springsteen : Streets of Philadelphia
- Bryan Adams, Rod Stewart & Sting : All for Love
- Celine Dion : The Power of Love
- Counting Crows : Mr Jones
- Crash Test Dummies : Mmm Mmm Mmm Mmm
- Elton John : Can You Feel the Love Tonight
- Enigma : Return to Innocence
- Lisa Loeb : Stay (I Missed You)
- Luther Vandross & Mariah Carey : Endless Love
- Madonna : Secret
- Madonna : I'll Remember
- Mariah Carey : Without You
- Mc Sar & The Real McCoy : Another Night
- Prince : The Most Beautiful Girl in the World
- Rednex : Cotton-Eyed Joe
- Sheryl Crow : All I Wanna Do
- The Cranberries : Zombie
- Toni Braxton : Breathe Again
- Warren G & Nate Dogg : Regulate
- Wet Wet Wet : Love Is All Around
- Whigfield : Saturday Night
- Youssou N'Dour et Neneh Cherry : 7 Seconds

### Albums
- Aerosmith : Big Ones
- Alice in Chains : Jar of Flies
- Bon Jovi : Cross Road
- Boyz II Men : II
- Celine Dion : The Colour of My Love
- Counting Crows : August and Everything After
- Crash Test Dummies : God shuffled his feet
- Eagles : Hell Freezes Over
- Enigma : The Cross of Changes
- Eric Clapton : From the Cradle
- Forrest gump
- Green Day : Dookie
- Jeff Buckley : Grace
- Les Trois Ténors : Concert 1994
- Le Roi lion
- Mariah Carey : Merry Christmas
- Nirvana : MTV Unplugged in New York
- Oasis : Definitely Maybe
- Pearl Jam : Vitalogy
- Pink Floyd : The Division Bell
- R.E.M. : Monster
- Sheryl Crow : Tuesday Night Music Club
- Soundgarden : Superunknown
- Stone Temple Pilots : Purple
- The Beastie Boys : Ill Communication
- The Beatles : Live at the BBC
- The Cranberries : No Need to Argue
- The Offspring : Smash
- The Rolling Stones : Voodoo Lounge
- Wet Wet Wet : End of Part One, Their Greatest Hits

## Récompenses
- États-Unis : 37ème édition des Grammy Awards
- États-Unis : American Music Awards 1994 (en)
- États-Unis : MTV Video Music Awards 1994
- Europe : MTV Europe Music Awards 1994
- Europe : Concours Eurovision de la chanson 1994
- France : 10e cérémonie des Victoires de la musique
- Québec : 16e gala des prix Félix
- Royaume-Uni : Brit Awards 1994

## Formations et séparations de groupes
- Groupe de musique formé en 1994
- Groupe de musique séparé en 1994

## Naissances
- 30 janvier : Werenoi, rappeur français († 17 mai 2025).
- 1er février : Harry Styles, chanteur de pop anglais du groupe One Direction.
- 16 février : Ava Max, chanteuse pop américaine.
- 1er mars : Justin Bieber, chanteur et acteur canadien.
- 22 mars : Lon3r Johny, rappeur portugais.
- 5 septembre : Madeline Willers, chanteuse allemande.
- 13 décembre : les jumelles Lisa-Kaindé et Naomi Diaz du groupe franco-cubain Ibeyi.

## Décès
- 15 janvier : Harry Nilsson, chanteur américain.
- 24 février : Dinah Shore, actrice et chanteuse américaine.
- 3 mars : Karel Kryl, chanteur tchèque.
- 22 mars : Dan Hartman, chanteur et producteur américain.
- 23 mars : Donald Swann, compositeur de musique américain.
- 25 mars : Jean Sablon, chanteur français.
- 5 avril : Kurt Cobain, guitariste et chanteur du groupe Nirvana.
- 14 juin : Henry Mancini, compositeur de musique de film.
- 14 juin : Marcel Mouloudji, chanteur et acteur français.
- 16 juin : Kristen Pfaff, membre du groupe Hole.
- 13 septembre : John Stevens, batteur de Spontaneous Music Ensemble.
- 29 septembre : Cheb Hasni, chanteur algérien.
- 19 octobre : Martha Raye, actrice et chanteuse américaine.
- 20 octobre : Shlomo Carlebach, chanteur israélien.
- 4 novembre : Fred « Sonic » Smith, membre du groupe MC5.
- 7 novembre : Shorty Rogers, jazzman américain.